# Chiara Siracusa
Chiara Siracusa (25. rujna 1976.) malteška je pjevačica koja je tri puta predstavljala Maltu na Euroviziji, osvojivši treće mjesto 1998., drugo mjesto 2005. i 22. mjesto 2009.

## Diskografija
- 1998.: Shades Of One
- 2000.: What You Want
- 2003.: Covering Diversions
- 2005.: Here I Am